# Praha-Klánovice
Praha-Klánovice megállóhely egy csehországi vasútállomás, Prágában.

## Megközelítés helyi közlekedéssel
- Busz:  210, 211, 212, 221, 303, 343, 391
- Vonat:   S1   R41   S7

## Vasútvonalak
Az állomást az alábbi vasútvonalak érintik:
- Prága–Kolín-vasútvonal

## Szomszédos állomások
A vasútállomáshoz az alábbi állomások vannak a legközelebb:
- Praha-Běchovice střed (Prága–Kolín-vasútvonal, Praha Masarykovo nádraží)
- Úvaly (Prága–Kolín-vasútvonal, Kolín)